# Кнившелльодден
Кни́вшелльодден (норв. Knivskjelodden) — мыс, расположенный в коммуне Нордкап в Норвегии, самая северная точка острова Магерё и самая северная точка Скандинавии (в узком смысле, без учета архипелага Шпицберген).
Нередко также считается самой северной точкой Европы, однако, мыс расположен на острове, а к Европе относят и более северные острова архипелагов Шпицберген, Земля Франца-Иосифа и Новая Земля. Самой северной континентальной точкой Европы является мыс Нордкин.
От автодороги, ведущей на Нордкап, к мысу Кнившелльодден проложена пешеходная тропа длиной 9 км. Тропа оставляет справа холм Ялгаварри, спускается в долину ручья — притока бухты Стурхьефтен, затем поворачивает на север и выходит к озеру Кнившельватна. От озера по долине ручья тропа спускается на западный берег бухты Кнившербукта, разделяющей Кнившелодден и Нордкап, и вдоль берега моря выходит на мыс. Тропа поддерживается Норвежской туристической ассоциацией (норв. Den Norske Turistforening). На мысу установлен маяк.